# Apostolisch vicariaat Leticia
Het apostolisch vicariaat Leticia (Latijn: Vicariatus Apostolicus Laetitiae) is een rooms-katholiek apostolisch vicariaat met als zetel Leticia, in Colombia. Het apostolisch vicariaat is vrijgesteld en valt als immediatum direct onder de Heilige Stoel, zonder te behoren tot een kerkprovincie. 

## Geschiedenis
Het apostolisch vicariaat werd opgericht op 8 februari 1951, als de apostolische prefectuur Leticia, uit delen van de apostolisch vicariaat Caquetá. Op 23 oktober 2000 werd het verheven tot apostolisch vicariaat. 

## Parochies
Het apostolisch vicariaat had in 2020 een oppervlakte van 109.665 km2 en telde 85.400 inwoners waarvan 94,9% rooms-katholiek was.

## Ordinarii

### Prefecten
- Marceliano Eduardo Canyes Santacana (11 januari 1952 - 4 maart 1989)
- Alfonso Yepes Rojo (4 maart 1989 - 21 mei 1990)
- William de Jesús Ruiz Velásquez (8 juli 1997 - 23 oktober 2000)

### Apostolisch vicarissen
- José de Jesús Quintero Díaz (23 oktober 2000 - heden)

## Galerij van afbeeldingen

Wapen van het apostolisch vicariaat Leticia